# 374 Burgundia
374 Burgundia là một tiểu hành tinh ở vành đai chính. Nó được xếp loại tiểu hành tinh kiểu S.
Tiểu hành tinh này do Auguste Charlois phát hiện ngày 18.9.1893 ở Nice, và được đặt theo tên cũ của vùng Bourgogne của Pháp.
Đây là một trong 7 tiểu hành tinh do Charlois phát hiện, được "Astromomisches Rechen-Institut" (Viện tính toán thiên văn) đặt tên.
Từ lâu, người ta cho rằng Burgundia thuộc nhóm tiểu hành tinh Ceres (đã chết), nhưng căn cứ trên thành phần cấu tạo, thì nó không hợp với nhóm này, mà chỉ có quỹ đạo xâm phạm vào nhóm này thôi.